# ゴンサロ・エスコバル (サッカー選手)
ゴンサロ・ダニエル・エスコバル (Gonzalo Daniel Escobar , 1997年3月16日 - )は、アルゼンチン・ブエノスアイレス州サンビセンテ出身のサッカー選手。フォルタレーザEC所属。ポジションはDF。

## クラブ経歴
2016年にCAテンプルレイ (Club Atlético Temperley)のトップチームに昇格。5月15日のニューウェルズ・オールドボーイズ戦でプロデビュー。2016-17シーズンより先発に定着し、同シーズンはリーグ戦26試合に出場。翌2017-18シーズン途中にCAコロンに移籍。
2021年8月24日、UDイビサと2年契約を締結。2022年1月22日のマラガCF戦でプロ初ゴールを決め、試合も5-0で勝利した。
2023年7月、フォルタレーザECに移籍した。